# Stêphanô Hamao Fumio
Stêphanô Hamao Fumio (ステファノ 濱尾 文郎 9 tháng 3 năm 1930 – 8 tháng 11 năm 2007) là một hồng y người Nhật Bản của Giáo hội Công giáo Rôma. Ông nguyên là Chủ tịch Hội đồng Giáo hoàng về Chăm sóc Di dân và Dân du mục, giám mục chính tòa Yokohama và Chủ tịch Hội đồng Giám mục Nhật Bản. Hồng y Hamao cũng là hồng y cử tri trong mật nghị hồng y tổ chức năm 2005, chọn tân giáo hoàng Biển Đức XVI.

## Tiểu sử
Hồng y Fumio Hamao ra đời vào ngày 9 tháng 3 năm 1930, tại Thủ đô Tokyo của Nhật Bản. Sau quá trình theo học dài hạn tại các cơ sở chủng viện, ngày 21 tháng 12 năm 1957, ông được truyền chức linh mục, bởi Tổng giám mục Pietro Sigismondi, Khâm sứ Tòa Thánh tại Cộng hòa Congo. Tân linh mục khi ấy xấp xỉ 28 tuổi.
Mười hai năm sau khi được truyền chức, ngày 5 tháng 2 năm 1970, tin tức từ Tòa Thánh cho biết Giáo hoàng đã tuyển chọn linh mục Stephen Fumio Hamao làm Giám mục Hiệu tòa Oreto, chức vị Giám mục Phụ tá Tổng giáo phận Tokyo. Lễ tấn phong cho vị giám mục tân cử được tổ chức vào ngày 29 thãng cùng năm, bởi ba giáo sĩ tham dự chính vào nghi lễ. Chủ phong là Tổng giám mục Bruno Wüstenberg, Quyền Khâm sứ Tòa Thánh tại Nhật Bản; hai vị phụ phong là Tổng giám mục Tokyo Peter Seiichi Shirayanagi và Giám mục Lucas Katsusaburo Arai của Giáo phận Yokohama. Tân giám mục quyết định chọn khẩu hiệu cho mình là Adveniat regnum tuum.
Gần mười năm phục vụ tại Tokyo, ngày 30 tháng 10 năm 1979, Tòa Thánh thông báo đã đưa ra quyết định thuyên chuyển giám mục Hamao lên làm Giám mục chính tòa Giáo phận Yokohama. Từ năm 1995 đến năm 1998, ông kiêm nhiệm thêm chức danh Chủ tịch Hội đồng Giám mục Nhật Bản. Ngày 15 tháng 6 năm 1998, ông từ nhiệm tại Yokohama, vì đã được mời gọi về giáo triều, với chức danh Chủ tịch Hội đồng Giáo hoàng về Chăm sóc cho Người Di dân và Dân du mục, đồng thời được thăng Tổng giám mục.
Trong Công nghị Hồng y 2003 cử hành ngày 21 tháng 10, Giáo hoàng Gioan Phaolô II đã vinh thăng Tổng giám mục Hamao tước danh Hồng y Đẳng Phó tế của Nhà thờ San Giovanni Bosco in via Tuscolana. Tân giáo hoàng Biển Đức XVI sau khi đắc cử đã tái bổ nhiệm ông vào vị trí cũ. Ông tại nhiệm cho đến khi qua đời ngày 8 tháng 11 năm 2007, thọ 78 tuổi.
Với thời gian làm Hồng y chỉ bốn năm, nhưng hồng y Hamao cũng đã tham dự mật nghị hồng y, đó là Mật nghị Hồng y 2005, nơi đã bầu chọn lên Giáo hoàng Biển Đức XVI.